# Roviška
Roviška falu Horvátországban, Sziszek-Monoszló megyében. Közigazgatásilag Glinához tartozik.

## Fekvése
Sziszek városától légvonalban 26, közúton 41 km-re délnyugatra, községközpontjától légvonalban 5, közúton 6 km-re délkeletre, a Maja-folyó jobb partján fekszik. Nyugati határrészén halad át a Glinát Dvorral összekötő 6-os számú főút.

## Története
Roviška a környék számos településéhez hasonlóan a 17. század vége felé a Boszniából a török uralom elől menekülő pravoszláv szerbekkel népesült be. 1696-ban a szábor a bánt tette meg a Kulpa és az Una közötti határvédő erők parancsnokává, melyet hosszas huzavona után 1704-ben a bécsi udvar is elfogadott. Ezzel létrejött a Báni végvidék, horvátul Banovina (vagy Banja), mely katonai határőrvidék része lett. 1745-ben megalakult a Glina központú első báni ezred, melynek fennhatósága alá ez a vidék is tartozott. 1881-ben megszűnt a katonai közigazgatás. A falunak 1857-ben 379, 1910-ben 520 lakosa volt. 1918-ban az új szerb-horvát-szlovén állam, majd később Jugoszlávia része lett.
A második világháború idején a Független Horvát Állam része volt. A délszláv háború előestéjén lakossága szinte kizárólag szerb nemzetiségű volt, mindössze 9 horvát lakosa volt. A falu 1991. június 25-én jogilag ugyan a független Horvátország része lett, de szerb lakossága a Krajinai Szerb Köztársasághoz csatlakozott. 1995. augusztus 8-án a Vihar hadművelettel foglalta vissza a horvát hadsereg. A szerb lakosság elmenekült de később többen visszatértek. A településnek 2011-ben 46 lakosa volt, akik mezőgazdasággal és állattartással foglalkoztak.

## Népesség
| Lakosság változása | Lakosság változása | Lakosság változása | Lakosság változása | Lakosság változása | Lakosság változása | Lakosság változása | Lakosság változása | Lakosság változása | Lakosság változása | Lakosság változása | Lakosság változása | Lakosság változása | Lakosság változása | Lakosság változása | Lakosság változása |
| ------------------ | ------------------ | ------------------ | ------------------ | ------------------ | ------------------ | ------------------ | ------------------ | ------------------ | ------------------ | ------------------ | ------------------ | ------------------ | ------------------ | ------------------ | ------------------ |
| 1857               | 1869               | 1880               | 1890               | 1900               | 1910               | 1921               | 1931               | 1948               | 1953               | 1961               | 1971               | 1981               | 1991               | 2001               | 2011               |
| 379                | 367                | 317                | 454                | 505                | 520                | 491                | 572                | 351                | 331                | 330                | 295                | 257                | 259                | 70                 | 46                 |